# Дадаизъм
Дадаизмът е движение в изкуството, което се развива след Първата световна война. То се изявява в изящните изкуства, литературата, театъра, дизайна и др. Характеризира се с нихилистичното си отношение към красотата, влечение към абсурдното, анархията, отрицание на естетичните норми, провокативността и чувството си за хумор. Дадаистите не влагат конкретни послания в творбите си. Те оставят зрителя да направи собствена интерпретация на произведенията им. Дадаизмът се заражда по време на Първата световна война като реакция срещу буржоазно-националистичните и колониални интереси, които създателите му считат за причини за избухване на войната, както и като протест срещу културния и интелектуален конформизъм. Дада движението се противопоставя на логиката в творческия процес, игнорира естетиката, това е изкуство на абстракцията, ирационалната мисъл или изобщо липсата на такава; подигравка с традиционните ценности в изкуството.
Действително дадаизмът стига до крайности, както и всяко течение, възникнало като реакция срещу определени социални, културни и морални нагласи. Счита се, че впоследствие дада се трансформира в сюрреализъм и в други форми на модернизма, и че всъщност именно дада поставя началото на постмодернизма. Смята се също, че стилове и течения в изкуството като авангард, попарт, флуксус и дори пънк са повлияни от дадаизма.
Произходът на термина „Дада“ е пояснен от Тристан Цара още в манифеста му от 1916 г., т.е. преди официално приетата за начало на движението дата. Смята се, че е избран в Цюрих през 1916 г. на сбирка на творци, желаещи да формират нов артистичен кръг. Те промушили френско-немски речник с нож, който се спрял случайно на френската дума „dada“, с която децата наричали дървено конче-играчка.
Много от дадаистите са ветерани от Първата световна война и искат да изразят своето пълно отрицание на войната и от световния ред, който я е допуснал. По интересно съвпадение, докато дадаистите полагат основите на своето движение в Кабаре Волтер в Цюрих, Владимир Илич Ленин крои революционни планове в близък апартамент, но не оценява тяхната дейност.

## По-важни представители
- Раул Хаусман, писател и художник (1886 – 1971)
- Хана Хьох, художник, (1889 – 1978)
- Гийом Аполинер, поет, писател и критик (1880 – 1918)
- Франсис Пикабиа, художник (1879 – 1953)
- Хуго Бал, поет (1886 – 1927)
- Ханс Арп, художник, скулптор и поет (1886 – 1966)
- Рихард Хюлзенбек, поет, писател и барабанист (1892 – 1974)
- Тристан Цара, поет (1896 – 1963)
- Марсел Янко, художник и писател (1895 – 1984)
- Курт Швитерс, поет, художник и скулптор (1887 – 1948)
- Ман Рей, фотограф (1890 – 1976)
- Беатрис Ууд, поет, художник, скулптор, философ